# Анива (маяк)
Мая́к Ани́ва — заброшенный маяк на мысе Анива острова Сахалин, на скале Сивучья. Высота башни составляет 31 метр, высота света — 40 метров над уровнем моря. С 1939 по 1946 год носил название Маяк мыса Накасирэтоко (яп. 中知床岬灯台 накасирэтоко-мисаки-то:даи).

## История

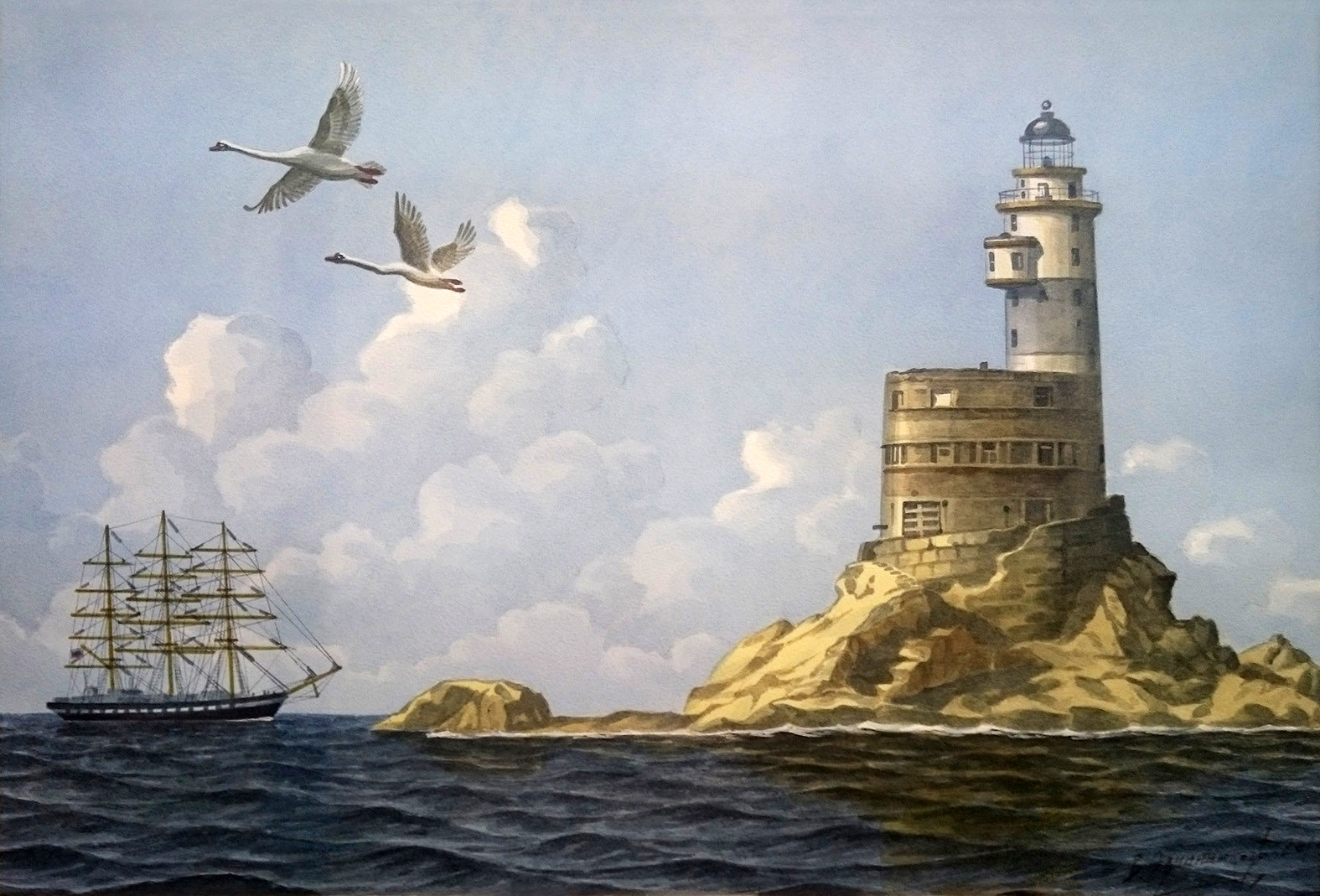
«Маяк Анива».
Картина В. И. Овчинникова

Маяк Анива был установлен японцами в 1939 году на небольшой скале Сивучья, возле труднодоступного скалистого мыса Анива. Этот район изобилует течениями, частыми туманами, подводными каменистыми банками. Японское название мыса — Накасирэтоко (яп. 中知床岬) — дало первоначальное название и маяку; позже он был переименован в маяк Анива.
Автором проекта был инженер Синобу Миура (яп. 三浦忍), выпускник технического колледжа префектуры Канагава; стоимость постройки составила 600 000 иен и заняла чуть больше двух лет: с июня 1937 по октябрь 1939. Маяк принадлежал к третьему классу: длина фокуса его линзы составляла 500 мм, диаметр — 1000 мм; имелся наутофон.
Маяк представляет собой круглую бетонную башню с небольшой боковой пристройкой, вписанной в овальное основание. Башня имеет 9 этажей. На цокольном этаже располагались дизельная и аккумуляторная. Первый этаж с пристройкой занимали кухня и продовольственный склад, второй — радиорубка, аппаратная и вахтенная. В третьем, четвёртом и пятом этажах башни были жилые комнаты, рассчитанные на 12 человек. В центральной части башни проходила труба, внутри которой был подвешен маятник — гиря весом 270 килограммов, заводимый каждые три часа для движения оптической системы. Дальность действия маяка составляла 32,4 км (17,5 мили). В 1968 году третий этаж был укреплён бетонными блоками.
С 1990 года постоянных работников больше нет, он был переоборудован в атомный на РИТЭГах. Маяк работал автономно и постепенно разрушался. В 2005—2006 годах сняты изотопные установки.
Президенту «Русского географического общества» Сергею Шойгу была направлена петиция, требовавшая защитить Аниву как исторический памятник. По официальным заявлениям реконструкция маяка должна была начаться в 2015 году, но по состоянию на 2020 год работы так и не были начаты.
14 января 2020 года было подписано соглашение между Минобороны РФ и губернатором Сахалинской области Валерием Лимаренко о финансировании правительством региона ремонтных работ на маяке. В 2020 году комиссия оценила достопримечательность. По планам в 2021 году должно состояться проектирование, в 2022—2023 годах — строительно-монтажные работы, однако по состоянию на 2023 года работы начаты не были.
Несмотря на сильные разрушения, маяк интенсивно посещают туристы, прибывающие на частных и личных судах. Неорганизованные экскурсии усугубляют состояние маяка, но в то же время и привлекают к нему внимание общества. Маяк постепенно разрушается под действием воды и ветра.